# Latif Masih
Latif Masih (Godhpur, 1988 – Godhpur, 22 de noviembre de 2010) fue un cristiano pakistaní asesinado por islamistas en el distrito de Narowal (Panyab), 111 km al noreste de Lahore, por una falsa acusación de blasfemia. La Iglesia presbiteriana, a la que pertenecía el mártir, lo considera un símbolo de la resistencia de su comunidad a la persecución desatada durante 2010 contra los cristianos pakistaníes.
Según los familiares de la víctima, tras la falsa acusación a Latif se ocultaba un caso de codicia: la víctima había abierto en su pueblo una tienda de telefonía móvil y un vecino, Ijaz Ahmed, hijo del ayatolá de la aldea, quiso hacerse con el negocio.
Latif fue acusado en mayo ante el juez del distrito de haber quemado hojas del Corán, y fue detenido por la policía local.
El 3 de noviembre de 2010, después de cinco meses de prisión provisional y ante una duda de su denunciante en una declaración judicial, fue puesto en libertad bajo fianza.
Al regreso a su aldea, Godhpur, el 18 de noviembre de 2010 dos pistoleros lo sacaron de su casa y a los pocos metros de la misma, en presencia de su madre (Masih Rubina Bibi), lo asesinaron con cinco disparos.
Los sicarios huyeron en una moto ante la pasividad policial. El jefe de la comisaría local, Rafique Ahmed, declaró: «Ningún buen musulmán soporta a un blasfemo».
Masih, de 22 años, falleció el 22 de noviembre de 2010.
Su muerte, como la de Arshed Masih (el apellido Masih ―‘mesías’ en idioma árabe, es delatorio) o la condena a muerte de Asia Bibi son consecuencias indeseadas de la intolerancia religiosa de los musulmanes en Panyab.